# Michel Trempont
Michel Trempont (* 28. Juli 1928 in Boussu, Provinz Hennegau; † 30. Januar 2021) war ein belgischer Opernsänger (Bariton).

## Leben
Michel Trempont erhielt seine Gesangsausbildung ab 1948 am Koninklijk Conservatorium Bergen, wo er mit Auszeichnung abschloss, und später in Brüssel bei dem russischen Tenor Joseph Rogatchewsky (1891–1985). Sein Debüt gab er 1952 am Opernhaus von Lüttich, wo er ab der Saison 1951/52 bis 1953 engagiert war, mit der Rolle des Valentin in Faust von Charles Gounod. Anschließend sang er unter der Direktion von Vina Bovy am Opernhaus von Gent.
Mit Beginn der Saison 1955/56 wurde er von Rogatchewsky, der mittlerweile Operndirektor in Brüssel geworden war, als festes Ensemblemitglied an das Théâtre Royal de la Monnaie in Brüssel verpflichtet. Dort sang er im Verlauf seiner Karriere über 140 verschiedene Rollen. Er blieb dort bis 1960 im Engagement und schloss sich von 1960 bis 1963 der von Jean-Claude Hartemann (1929–1993) und Suzanne Lafaye (1917–2015) geleiteten Operncompagnie „Baladins lyriques“ an.
Ab 1962 begann Tremponts internationale Karriere als Opernsänger, wobei Auftritte in Frankreich und Belgien den Schwerpunkt bildeten. Er sang an den drei großen Bühnen der französischen Hauptstadt (Grand Opéra Paris, Opéra-Comique, Théâtre des Champs-Élysées) und an den größeren Häusern in der französischen Provinz. Er sang außerdem am Grand Théâtre de Genève, am Opernhaus von Monte Carlo und beim Festival d’Aix-en-Provence.
Er gastierte am Royal Opera House Covent Garden in London, am Teatro Liceu in Barcelona, an der Bayerischen Staatsoper München, am Teatro La Fenice in Venedig sowie in Lissabon und Bukarest. Außerdem gab er Gastspiele in Kanada, Japan, Brasilien und Mexico.
In der Saison 1975/76 sang er an Mailänder Scala den Pompeo in Benvenuto Cellini. 1986 gastierte er am Teatro San Carlo in Neapel an der Seite von Ruggero Raimondi, als Sancho Panza in Don Quichotte. An der San Francisco Opera gastierte er u. a. als Beckmesser in Die Meistersinger von Nürnberg (Saison 1986/87), als Sulpice in La fille du régiment (Saison 1993/94) und in den Rollen Benoit/Alcindoro in La Bohème (Saison 1999/00).
1986 sang er an der Opéra national du Rhin in Straßburg den Teufel in einer Produktion der Oper Grisélidis von Jules Massenet. 1990 trat er an der Opéra Royal de Wallonie in Lüttich ebenfalls Sancho Panza in Don Quichotte auf. 1991 sang er am Opernhaus von Marseille den Konsul Sharpless in Madama Butterfly. In der Spielzeit 1992/93 übernahm er am Opernhaus Lüttich den Don Magnifico in einer Neuproduktion der Oper La Cenerentola, wobei er „Parlandobrillanz in Reinkultur“ zeigte. 1993 war er an der Opéra Bastille als Fieramosca in Benvenuto Cellini zu hören. 1995 trat er am Teatro Regio di Torino als Sulpice (La fille du régiment) auf.
In der Saison 1995/96 debütierte er an der Metropolitan Opera in New York City, an der Seite von Luciano Pavarotti und June Anderson, als Sulpice in La fille du régiment.
1996 sang er am Opernhaus von Monte Carlo die Rollen des Sulpice und des Barons in Chérubin von Jules Massenet. 1998 trat er am Opernhaus von Gent als Pandolfe in Cendrillon auf. 2000 gastierte er erneut am Opernhaus von Lüttich, diesmal als Bartolo in Der Barbier von Sevilla. 2001 trat er am Opernhaus von Marseille als Vizir in der Oper Mârouf von Henri Rabaud auf.
Nach dem Ende seiner Bühnenlaufbahn unterrichtete er an den Konservatorien von Brüssel und Mons und war als Juror bei Gesangswettbewerben tätig. 2015 ging er in den Ruhestand.
Michel Trempont war Kommandeur des Ordre des Arts et des Lettres, Officier des Kronenordens (frz. Ordre de la Couronne) und Ehrenbürger seiner Heimatgemeinde Boussu. Er war mit der belgischen Sopranistin Jacqueline Vallière (1925–2011) verheiratet. Sein älterer Bruder Pol Trempont (1923–2007) war ebenfalls Opernsänger (Tenor).
Trempont starb Ende Januar 2021 im Alter von 92 Jahren.

## Repertoire und Tondokumente
Zu seinen „Glanzrollen“ (Kutsch/Riemens, Seite 4762) gehörten die beiden „Figaros“, der Sulpice in La fille du régiment, der Sancho Panza in Don Quichotte und der Titelheld in Gianni Schicchi.
Er sang außerdem Guglielmo (Così fan tutte), Rimbaud (Le Comte Ory), Taddeo (Die Italienerin in Algier) und den König Treff in Die Liebe zu den drei Orangen. Trempont war außerdem ein beliebter Operettensänger, der insbesondere in den Werken von Jacques Offenbach sehr geschätzt wurde.
Trempont wirkte in mehreren Operngesamtaufnahmen mit, u. a. als Moralès in Carmen (EMI, 1970), als Bobinet in La vie parisienne (1976, EMI), als Blondel in Richard Cœur de Lion von Grétry (EMI, 1981), als Beppo in Fra Diavolo (EMI, 1984) und als Pietro in Les brigands (EMI, 1989).